# Eliseo Álvarez
Eliseo Álvarez (Salta, 1940. július 24. – Montevideo, 1999) uruguayi válogatott labdarúgó.
Az uruguayi válogatott tagjaként részt vett az 1962-es és az 1966-os világbajnokságon.

## Sikerei, díjai
Nacional
- Uruguayi bajnok (3): 1957, 1963, 1966
- Copa Libertadores döntős (1): 1964

LDU Quito
- Ecuadori bajnok (2): 1974, 1975